# 진구지 유타
진구지 유타(일본어: 神宮寺 勇太, 1997년 10월 30일 ~ )는 일본의 배우이다. 지바현 출신이다. TOBE 소속이다. Number_i의 멤버이다.

## 약력
2010년
- 10월 30일 자니스 사무소 입소

2018년
- 1월 17일 King & Prince 데뷔 확정
- 5월 23일 1st CD 데뷔 싱글 〈シンデレラガール〉 발매

2023년
- 5월 22일 King & Prince를 탈퇴를 하고 쟈니즈 사무소를 퇴소했다.
- 7월 7일 공식 유튜브 채널 스트리밍을 통해 '#TOBECONTINUED_02' 라는 이름을 달고 히라노 쇼와 함께 두 번째로 공개되었다.

## 출연

### 드라마
- 스프라우트 (2012년 7월 ~ 9월, 닛폰 TV) - 카타기리 코우 역
- 희미한 그녀 (2013년 4월 ~ 6월, 칸사이 TV) - 아이다 타쿠토 역
- 49 (2013년 10월 ~ 12월, 닛폰 TV) - 이노우에 사토시 역
- SHARK~2nd Season~ (2014년 4월 ~ 7월, 닛폰 TV) - 히가시 레오 역

### 버라이어티
- 더 소년구락부 (2010년 ~ , NHK)
- 쟈니즈 Jr. 랜드 (2011년 10월 2일 ~ , BS 스카파)
- 양양 JUMP (2011년 4월 16일 ~ , TV 도쿄)
- 가무샤라! (2014년 4월 12일 ~ , TV 아사히)

### CM
- 쟈니즈 Jr. 랜드 (2011년 10월 30일)

### 콘서트
- 연말 YOUNG 동서가합전! ~ 동서 Jr. 대집합 2010!~ (2010년 11월 26일 ~ 27일, NHK 홀)
- Hey! Say! JUMP ｢고마워｣ ~세상 어디에 있어도~ WINTER CONCERT 2010~2011 (2011년 1월 2일 ~ 6일, 요코하마 아레나·나고야 일본 가이시 홀·오사카 성 홀)
- Hey!Say!JUMP＆「용기 100%」 전국 투어 (2011년 4월 10일 ~ 5월 29일, 후쿠오카 국제 센터·나가노 빅하트·홋카이도 도립 종합 체육 센터·히로시마 그린 아레나·요코하마 아레나·나고야 일본 가이시 홀)
- Kis-My-Ft2 Debut Tour 2011 Everybody Go (2011년 7월 9일 ~ 8월 28일, 홋카이도 도립 종합 체육 센터·히로시마 그린 아레나·요코하마 아레나·마린멧세 후쿠오카·오사카 성 홀·나고야 일본 가이시 홀·도쿄 돔)
- SUMMARY 2011 (2011년 8월 7일 ~ 9월 11일, 도쿄 돔 시티 홀)
- Hey! Say! JUMP 안녕 여름방학! SUMMARY 스페셜 (2011년 9월 18일 ~ 25일, 도쿄 돔·쿄세라 돔)
- A.B.C-Z 2011 First Concert in YOYOGI (2011년 11월 6일, 국립 요요기 경기장)
- Hey! Say! JUMP New Year Concert 2012 (2012년 1월 2일 ~ 7일, 요코하마 아레나·오사카 성 홀)
- Sexy Zone First Concert 2012 (2012년 2월 11일 ~ 19일, 도쿄 국제 포럼 홀 A·오사카 우메다 예술 극장 메인 홀)
- Johnny's Dome Theatre ~SUMMARY~ (2012년 8월 11일 ~ 9월 2일, 도쿄 돔 시티 홀)
- JOHNNY'S World - 쟈니즈 월드 - (2012년 11월 10일 ~ 1월 27일, 도쿄 제국 극장)
- 프레시 쟈니즈 쥬니어 in 요코하마 아레나 (2012년 12월 16일, 요코하마 아레나)
- Sexy Zone Summer Concert (2014년 7월 23일 ~ 8월 6일, 사이타마 슈퍼 아레나·고베 월드 기념 홀)
- 가무샤라 Sexy 여름 축제!! (2014년 7월 30일 ~ 8월 10일, 도쿄 EX 시어터 롯폰기)

### 무대
- ABC좌 별극장 (2012년 2월 4일 ~ 29일, 도쿄 닛세이 극장)